# Jesús Larraza
Jesús Larraza Renovales (Basauri, Vizcaya, 20 de julio de 1903-Arrigorriaga, Vizcaya, 27 de mayo de 1926) fue un futbolista español que jugaba en la demarcación de delantero.

## Trayectoria
Fue futbolista del Athletic Club durante apenas cuatro años, entre 1922 y 1926, ya que falleció trágicamente en un accidente de motocicleta con solo 22 años. 
Jesús, que trabajaba en el Banco de Vizcaya, sufrió un accidente con su Harley-Davidson junto a su amigo Cosme Elevarrieta, también vecino de Basauri, que también falleció en el accidente al salirse de la carretera. Este accidente tuvo lugar el 27 de mayo. Sú último partido como futbolista data del 13 mayo, cuando disputó un amistoso ante la Real Sociedad (2-1).
La noticia conmocionó a toda la provincia. Un día después, el 28 de mayo, se celebró el funeral, los vecinos y vecinas se echaron a las calles para acompañar en el traslado de los cadáveres de los dos jóvenes, desde la Plaza San Fausto hasta el cementerio de San Miguel de Basauri.

## Selección nacional
Jugó un partido con la selección de fútbol de España. Fue el 25 de mayo de 1924, contra Italia en un partido que acabó con la eliminación española de los Juegos Olímpicos de París de 1924 tras caer 1 a 0.

## Clubes
| Club          | País   | Año         | Partidos | Goles |
| ------------- | ------ | ----------- | -------- | ----- |
| Athletic Club | España | 1922 - 1926 | 45       | 14    |

## Palmarés

### Campeonatos regionales
| Título                         | Club          | País   | Año  |
| ------------------------------ | ------------- | ------ | ---- |
| Campeonato Regional de Vizcaya | Athletic Club | España | 1923 |
| Campeonato Regional de Vizcaya | Athletic Club | España | 1924 |

### Campeonatos nacionales
| Título       | Club          | País   | Año  |
| ------------ | ------------- | ------ | ---- |
| Copa del Rey | Athletic Club | España | 1923 |